# 새 잡아먹는 나무
새 잡아먹는 나무는 핏소니아 호르니애(Pisonia Horneae) 또는 핏소니아 로퀴애(pisonia roqueae)라고 불리는데 남아프리카 카리브해의 작은 섬에서 살면서 새들을 잡아 먹는 거대한 나무이다.
이 나무들은 매우 끈적한 구부러진 모양의 열매를 통해 곤충을 유혹한 뒤 곤충을 잡아먹으러 오는 새들을 노린다. 특히 핏소니아 로퀴애에는 도깨비 방망이를 닮은 줄기가 붙어 있는데, 이 줄기가 날아든 새의 몸통을 감싸 꼼짝 못 하게 만든다. 또 이 나무들은 새가 접근하면 새의 몸에 끈적한 씨앗을 붙여 날개를 펼 수 없게 한다. 붙잡힌 새들은 나무에 갇힌 채 굶어 죽게 된다. 부패한 새의 사체는 나무의 영양분이 된다. 나무의 씨앗이 끈적한 이유는 효율적인 수정을 하기 위해서다. 열매를 먹고 씨앗을 몸에 붙인 새가 다른 섬으로 날아가 씨를 뿌려야 하지만 너무 끈적한 탓에 새를 움직일 수 없게 만든다. 또 이 시체는 올빼미 같은 상위 포식자를 끌어들이기도 한다. 특히 핏소니아 로퀴애 나무에는 코끼리 발을 닮은 줄기가 붙어있어 새들을 감싸는 것으로 나타났다.